# Cordia longipetiolata
Cordia longipetiolata là loài thực vật có hoa trong họ Mồ hôi. Loài này được Warfa mô tả khoa học đầu tiên năm 1988.